# Osmium
Osmium är ett metalliskt grundämne som tillhör gruppen tunga platinametaller. Det används som katalysator och i legeringar. Ämnet upptäcktes 1804 av den engelske kemisten Smithson Tennant.

## Egenskaper och användning
Osmium har den högsta densiteten av alla naturliga grundämnen. Osmium är en spröd, extremt hård, blågrå metall. Bland annat på grund av sin stora hårdhet används metallen inom tekniken till exempelvis reservoarpennor och nålar för tonhuvud samt som katalysatorer och lageraxlar.
Osmium har fått sitt namn från grekiskans osmí som betyder "lukt". När osmium reagerar med syre i luften bildas osmiumtetroxid OsO4, som är giftig, illaluktande och frätande.

## Förekomst
Osmium är sällsynt förekommande i naturen, men kan hittas naturligt legerat med iridium (s.k. iridosmium eller osmiridium) i flodsandsavlagringar i bl. a. Sydafrika, Uralregionen och Nordamerika.

## Historia
År 1804 upptäckte en vetenskapsman i London, Smithson Tennant, grundämnet osmium.